# Miednica długa
Miednica długa – nieprawidłowość w budowie miednicy, którą rozpoznaje się za pomocą badania wewnętrznego i cefalopelwimetrii rtg.

## Odmiany miednicy długiej
1.Miednica z podwójnym promontorium (miednica z przejściowym V kręgiem lędźwiowym):
- częściowa sakralizacja V kręgu lędźwiowego, który znajduje się w pozycji pośredniej między kierunkiem wyznaczonym  przez kręgosłup w części lędźwiowej, a pierwszy kręg kości krzyżowej,
- dwa punkty odpowiadające wzgórkowi kości krzyżowej: I- górny brzeg V kręgu lędźwiowego i II- górny brzeg I kręgu krzyżowego (promontorium).

Skutki: przedłużenie kanału rodnego, podwójne promontorium, płaszczyzna wchodu ustawiona bardziej stromo.
2. Miednica z sakralizacją V kręgu lędźwiowego:
- V kręg krzyżowy jako przedłużenie kości krzyżowej i zastąpienie I kręgu krzyżowego,
- przedłużenie kostnego kanału rodnego z zachowaniem wklęsłości kości krzyżowej,
- wysokie usadowienie promontorium,
- strome ustawienie płaszczyzny wchodu.

3. Miednica długa właściwa:
- V kręg krzyżowy jako przedłużenie kości krzyżowej i zastąpienie I kręgu krzyżowego,
- kość krzyżowa prosta,
- kostny kanał rodny długi i prosty z powodu braku odpowiedniego zagłębienia kości krzyżowej,
- najwęższy punkt miednicy w wymiarze strzałkowym na granicy II i III kręgu krzyżowego,
- wysokie usadowienie promontorium,
- najwęższy punkt kanału rodnego w wymiarze prostym to wymiar prosty łączący tylną środkową część spojenia łonowego ze środkiem kości krzyżowej[2].